# Ernst Böhme (Pfarrer)
Ernst Böhme (* 5. März 1862 in Jena; † 1. März 1941 ebenda) war ein deutscher Theologe, Kirchenlieddichter und Friedenspfarrer. Ab 1899 war er als Pfarrer in Kunitz bei Jena tätig. 1933 trat er in den Ruhestand. Aus seiner Feder stammt u. a. das Kirchenlied Flieg hin, du Zeit, die Ewigkeit war mir ins Herz geschrieben. Er war einer der wenigen Friedenspfarrer in Thüringen. 1894 erschien von Ernst Böhme der erste Beitrag zum Thema „Christen und Friedensbewegung“, unter dem Titel „Der Krieg und die christliche Kirche“. Dieser Aufsatz ist das erste, theologisch und kirchengeschichtlich begründete Plädoyer für die Unterstützung der Friedensbewegung durch Christen, Pfarrer und Kirchen.
Als Mitglied der Deutschen Friedensgesellschaft und Vorsitzender der Ortsgruppe Jena setzte er sich dafür ein, dass der Erste Deutsche Friedenskongress, die jährliche Tagung der Friedensgesellschaft am 9./10. Mai 1908 in Jena stattfinden konnte.

## Werke (Auswahl)
- Friedensbewegung und Lebenserziehung. Gautzsch bei Leipzig: Dietrich, 1913.
- Die Unterlassungssünde der Kirche vor dem Kriege. Stuttgart 1918.